# 彷徨五年

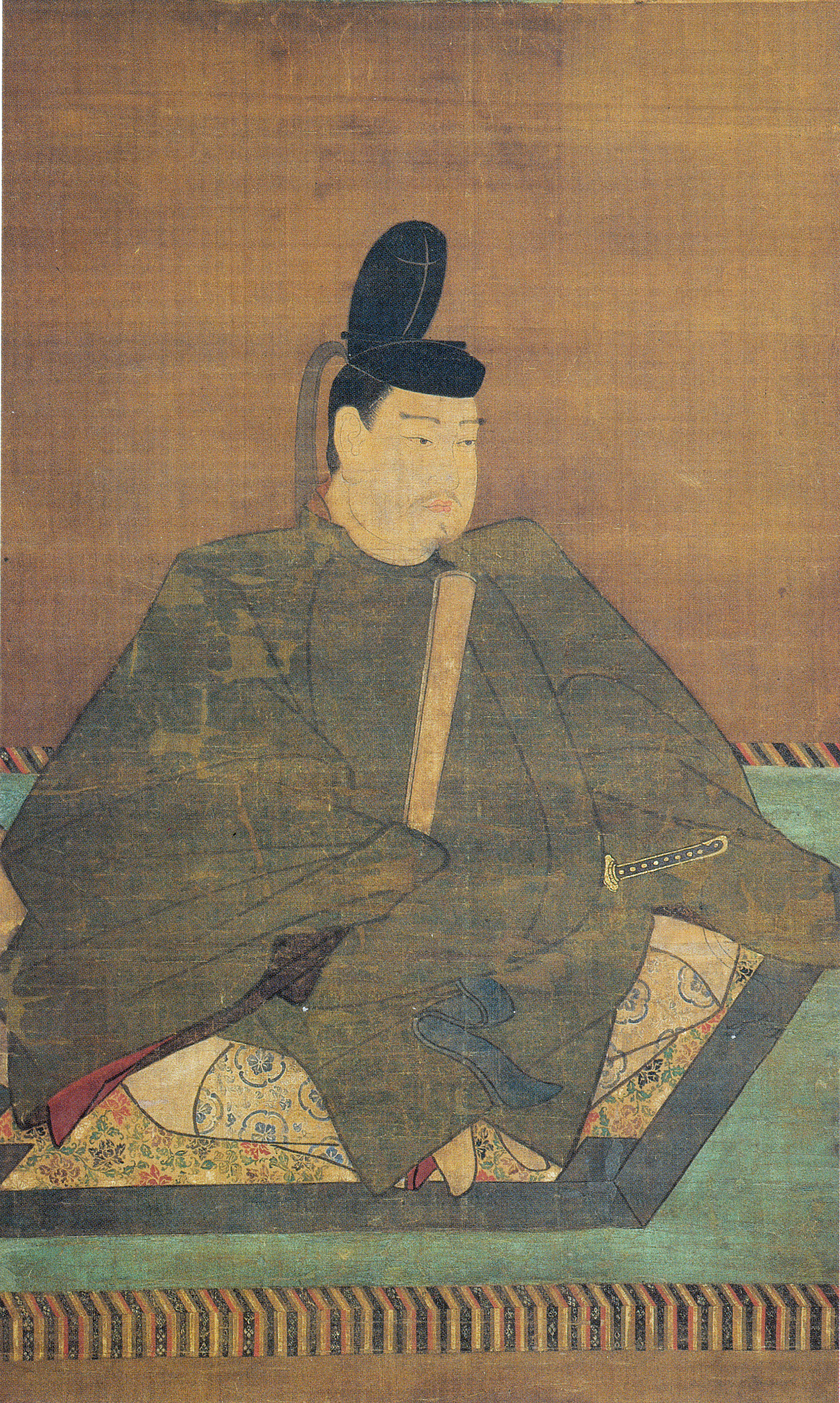
彷徨五年の中心人物である聖武天皇

彷徨五年（ほうこうごねん）は、奈良時代の天平12年（740年）から天平17年（745年）5月にかけて、聖武天皇が当時の都であった平城京を突然捨て、新規に建設した恭仁宮と紫香楽宮、副都として整備されていた難波宮の3か所を転々としながら政治を行った時代。天平12年10月29日に天皇が伊勢方面へ旅立った東国行幸に始まり、天平17年5月11日に天皇が平城京に戻るまでを指す。

## 彷徨五年の間に首都とされた宮
奈良時代以前には首都以外に副都が運営されることがあった。当時の先進国であった唐は首都として長安と洛陽の2箇所の都城を設けており、天武天皇はこれに倣って孝徳天皇以来の難波宮（前期難波宮）を当時の首都飛鳥宮に対する副都として天武13年（683年）に再整備したが、朱鳥元年（686年）の大火で全焼した。またこれらほど大規模でない離宮もいくつか設けられており、恭仁宮のすぐ南には聖武の2代前の元明天皇の時代から歴史に登場し、彷徨五年の直前に聖武が複数回訪れた甕原離宮があった。なお唐は723年に長安城・洛陽城・太原城の三都制を導入したが、この情報は天平7年（735年）に帰国した遣唐使によって、当時の最新知識として日本にもたらされている。

### 平城京の副都として整備されていた難波宮
難波宮の中枢部の遺跡は現在の大阪城の南にあるが、聖武の意思によって彷徨五年が始まる10年以上前から再整備が進んでいた。聖武は瀬戸内海の海上交通の重要拠点である難波の地を重視し、即位の2年後の神亀3年10月から藤原宇合を知造難波宮事に任命し平城京の副都として難波宮の再整備に着手した（後期難波宮）。工事は天平4年（732年）にほぼ一段落し、宇合や作業に従事した仕丁以上の者に物を賜り、天平6年には官人らに難波宮での宅地が班給された。

### 物流拠点に建設された恭仁宮
恭仁宮は平城京の北東に位置し、東西に流れる泉川（現在の木津川）を挟んで、中枢部の大極殿や内裏などは川の北側に、それ以外の建物は川の南側に建築された。また内裏などがあった左京と、川港のあった右京は鹿背山で隔てられていたと考えられている。右京には恭仁宮の建設が始まる前から、平城宮に直結する道路と木津川を利用した水運に関わる大きな港（泉津）があった。平城京内外の大規模な官衙や寺院の建物に使用される木材は、近江国から瀬田川と泉川を通ってここに集められ、奈良盆地へ送られた。。1973年から継続している発掘調査によれば、恭仁宮の中心部の面積は平城宮の1/3、大極殿や朝堂院も平城京に比べて大幅に縮小されていた。なお都の中央を川が横切る形態は唐の洛陽城（城内の中央を洛水が流れる）に倣ったとされる。

### 大仏が置かれた紫香楽宮
紫香楽宮は現在の滋賀県甲賀市信楽町に建設された。琵琶湖からは遠い山間の小盆地で、聖武が最初に大仏の造立を始めた地だが、この大仏は完成しなかった。始め紫香楽宮という離宮として建設が始まり、後に本格的な首都（甲賀宮と呼ばれた）となるべく工事が進められた。

## 彷徨五年の推移
聖武天皇が彷徨五年を開始する前の数年間は天災や疫病が多発していた。天平4年（732年）夏の干ばつと、翌天平5年の飢饉と、飢饉によって体力を失った庶民が疫病の流行で多数亡くなった、天平6年4月7日には平城京と周辺の畿内諸国に大きな被害を与えた大地震が発生した。天平7年（735年）8月に大宰府からの「疫病による死者が多い」との知らせに始まった天然痘の流行は翌年には一旦収まるが、天平9年に再度大流行した。この年の天然痘の流行は非常に大規模なもので、当時の政権中枢にいた藤原四兄弟が4人とも亡くなり、日本人口の25から35%、あるいは30から50%が減ったとされる。平城京内には多数の死骸が放置され屍臭が内裏まで漂った。以後の聖武は藤原四兄弟に替わって太政官の主班となった橘諸兄とともに窮民救済に当たると同時に、仏教の力によってこの穢れを浄化する政策を強力に進め始める。

### 遷都の計画
通常遷都を行う場合は実行の数年前に天皇が遷都の詔を発し、十分に準備を行って移動するものである。例えば和銅3年（710年）に行われた藤原京から平城京への遷都の時は、まず3年前の慶雲4年に文武天皇が群臣たちに遷都について詮議させ、2年前の慶雲5年（708年）に元明天皇が遷都の詔を発した上で実施している。しかし恭仁宮への遷都が正史に出てくるのは、聖武や群臣が東国行幸中の天平12年12月6日（遷都の9日前）に「右大臣橘諸兄が遷都に備えて恭仁郷を整備する」という記録が最初という異例な状況であった。しかし聖武が遷都の前年の天平11年から恭仁宮の予定地周辺を三度訪れたという記録があり、その頃から遷都への構想を持っていたと考えられる。即ち天平11年3月2日から5日に恭仁宮予定地の南隣にある甕原離宮に行幸した後、3月23日には元正太上天皇を伴って再度行幸し3日間滞在している。2回目の行幸は、聖武に皇位を譲ったとはいえ未だに大きな政治的影響力を持つ元正太上天皇に遷都構想の了承を得るためだったとされる。翌天平12年5月10日には恭仁宮予定地に近くにあった橘諸兄の相楽別業を訪れおり、その際に諸兄は宴を開いて天皇をもてなした。

### 藤原広嗣の乱と東国行幸

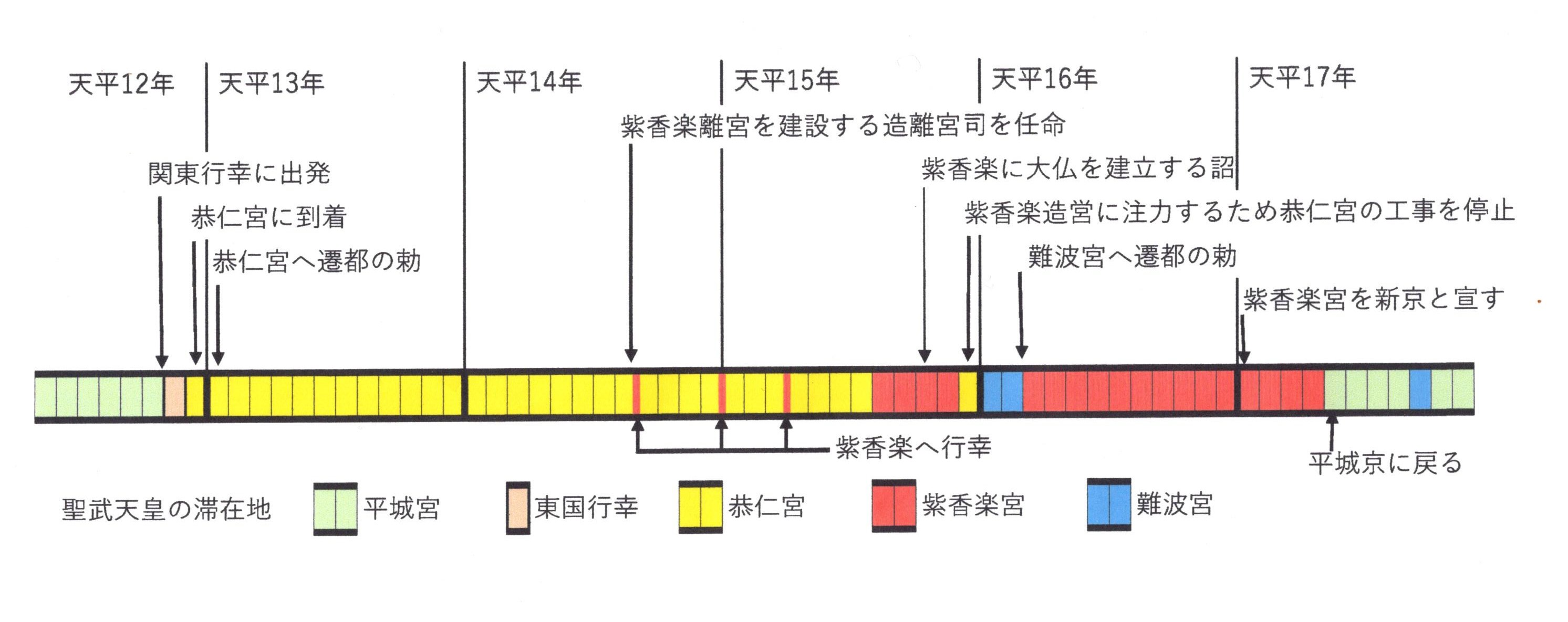
彷徨五年の年表

天平12年8月29日九州の大宰府にいた藤原広嗣が聖武に上表文を提出し、「時政の得失」と「天地の災異」を指摘し、下道真備と玄昉を排除するよう主張した。聖武と政府はこれを反乱と断定し9月3日には大野東人を大将軍とする征討軍を編成し派遣することを決めた。大宰少弐であった広嗣が九州各地から集めた反乱軍と東人の征討軍は10月の初めに北九州の板櫃川で対峙し、都から派遣された勅使と広嗣が問答を行い、返答に窮した広嗣自身が退却したため反乱軍は戦わずして鎮圧された。この報告は10月9日に平城の聖武の元に届いた。この報告を受けた聖武は東国行幸の手配を開始し、10月19日に行幸先の天皇の宿舎を整備する造伊勢国行宮司を任命、10月23日に行列に随行する官人が指名され騎兵400騎が招集された。10月25日には征西大将軍大野東人に対し、「まだその時ではないが、思うことがあって出立する」という勅が下された。平城京の留守官には知太政官事鈴鹿王と兵部卿藤原豊成が任命され、10月29日に平城京を出発した。この行幸には当時の政権の主班であった橘諸兄をはじめとして多数の上級官吏・皇族が付き従った。一行は大和を出て11月1日に伊賀、翌2日には伊勢に入り伊勢神宮に勅使を派遣したが、この地で「10月23日に広嗣がとらえられた」という報告を受け広嗣を処断すべしとの指示を出す。11月21日伊勢国の赤坂において陪従する文武百官に対し大々的な叙位を行った。12月1日に美濃の不破に到着、ここで随伴してきた騎兵部隊を解散させ平城京に帰らせた。ここまでのルートは壬申の乱で大海人皇子がたどった道を追体験したという説が有力である。12月5日に不破を発し近江に入った聖武は6日に新都の準備のため橘諸兄を山城の相楽郡恭仁郷へ先発させた。12月15日聖武は恭仁の地に至り、元正太上天皇も当日恭仁の地に入り、続日本紀に「初めて京都を作る」と記録される。

### 恭仁宮の建設
年末に恭仁宮に入った聖武はこの地に留まって越年し、造営工事は急ピッチで進められた。翌天平13年の元日の朝賀の儀は恭仁宮で行われた。既に天皇の住まいである内裏の一部は出来上がっており、当日内裏で宴が行われた記録がある。しかし宮城を囲む大垣はなく帳をめぐらせただけの状態であった。正月11日には聖武は伊勢神宮や七道の諸社に使者を派遣し新京への遷都を報告させた。平城京から恭仁宮への首都機能の移転は順次進められ、閏3月9日には平城宮にあった兵器を恭仁宮近傍の甕原宮に運ばせ、同15日には「5位以上の者は勝手に平城に住んではならず、現在平城にいる者は今日中に恭仁に還れ」との通達が出された。7月には元正太上天皇用の新宮ができ、元正太上天皇は10日に恭仁宮に移り、8月28日には平城京の東西の市の移設が完了した。10月16日には左京の中心を流れる木津川に架かる橋が完成したが、この橋を架けたのは行基が指導する優婆塞の集団であったとされている。行基はこの頃から聖武の方針に従って活動しており、後の大仏建立にも大きく寄与することになる。なお恭仁宮の大極殿は平城京に在ったものを解体して移築したものであるが、天平14年（742年）正月の朝賀には間に合わなかったが、翌15年正月には完成していた。恭仁宮建設の最中の天平13年2月14日に仏教を全国の人民に広める事を目的とした国分寺・国分尼寺建立の詔が出された。

### 紫香楽宮の造営と大仏建立の詔
続日本紀によれば、恭仁宮の建設が始まって約1年が経過した天平14年（742年）2月5日に、恭仁宮から近江国甲賀郡に向かう東北道が開かれた。甲賀への道は途中に険しい山道もあって容易な工事ではないので、恭仁宮に遷都した後まもなくに着手したものと思われる。同年8月11日に聖武は「朕、近江国甲賀郡紫香楽村に行幸せむ」と詔し、紫香楽離宮の建設工事を担当する「造離宮司」を任命し、8月27日に多くの官人を引き連れて紫香楽に行幸し1週間滞在した。更に年末が押し詰まった12月29日にも行幸したが、この時は同行した太政官トップの橘諸兄を元旦に間に合うように恭仁宮に帰京させ、聖武自身は1月2日に帰京、本来元旦に行うべき朝賀の儀は3日に行われた。天平15年4月3日に三度目の紫香楽行幸を行うが、この時は政権主班の橘諸兄を恭仁宮に残し、五位以上の貴族28人と六位以下の官人2370人を随行させ13日間滞在した。聖武が官人たちに造営が進んでいる紫香楽宮をお披露目したと考えられる。1回目と3回目の行幸に際しては留守官を恭仁宮と平城の両方に任命しており、平城が依然として首都機能の一部を担っていたと考えられる。7月26日に始まった紫香楽への四度目の行幸は11月2日まで続いたが、この間の10月15日に紫香楽宮において廬舎那仏（大仏）発願の詔が出された。廬舎那仏は当時全国に設置中の国分寺のうち首都に建設する国分寺の本尊として造立される。16日には東海道、東山道、北陸道の25か国の調と庸を紫香楽に運ぶ指示が出され、19日には行基が弟子たちを率いて大仏造立に参加した。

### 恭仁宮の造作停止と難波宮への遷都
天平15年12月26日の続日本紀には、平城京から移設した大極殿の造営はほぼ完了したが、紫香楽宮の造営に注力するために以後は恭仁宮の造作を停止する旨の記述がみられる。翌天平16年（744年）正月には百官と恭仁宮の市人に恭仁宮と難波宮のどちらを都にすべきかを問うが、百官の意見は別れ、市人は恭仁宮残留を望んだが、聖武は恭仁宮を出て難波への遷都を開始する。1月11日に難波宮に行幸し約2か月間滞在した。2月1日に天皇の公文書に押される内印と太政官の公文書に押される外印と駅令が恭仁宮から難波宮へ送られ、2月20日には天皇の御座所である高御座と首都を象徴する大楯が運ばれ、同日に武器類も送られ、首都としての恭仁宮は廃された。しかし2月24日に聖武は紫香楽宮に戻って大仏造立に専心し、翌年5月には紫香楽宮で叙位を行っている。また後の経過から見て、難波宮に移転した廷臣は橘諸兄など僅かな数であり、ほとんどは恭仁京に残っていたとみられる。元正太上天皇は難波宮に残ったため、二所朝廷が成立したという見解もある。2月26日2月26日、難波宮に残った左大臣の橘諸兄が「難波宮をもって皇都とする」旨の勅を読み上げた。3月11日に難波宮の中門と外門に大楯と大鉾が立てられ、この地が皇都であることが庶民にも示された。10月には聖武唯一の男子であった安積親王が病死している。

### 紫香楽新京から平城京へ帰還するまで
紫香楽宮に滞在し続けていた聖武は大仏造立工事を促進するために種々の政策を実行する。難波宮に残っていた橘諸兄も紫香楽に移動し、首都機能が紫香楽に集中し始める。それにあわせて天平16年の後半から離宮時代の「紫香楽宮」に替わって「甲賀宮」という表記が使われるようになる。金銅の大仏を造るにはまず塑像を作成し、それを元に鋳型を作成して銅を鋳込む工程を取るが、天平16年11月13日に塑像の心木となる体骨柱を建てる儀式が甲賀寺で盛大に開催された。難波宮に残っていた元正太上天皇も11月17日に紫香楽に到着する。聖武は翌天平17年（745年）1月元日、朝賀の儀に替えて「紫香楽を新京とする」と宣し、門前に大楯と大鉾を立てた。1月21日には大仏造立に功績のあった行基が僧の最高位の大僧正となった。しかし狭い山中での新京建設や大仏造立の工事は国民を疲弊させ、遷都の度に転居を繰り返した官人たちの間に政治に対する不満が高まった。4月1日から甲賀宮の周辺で次々に山火事が発生したが、不満を持つ人々による放火が原因であったとされている。当時は原因不明の火災は神仏の祟りと考えられていたので、4月27日に天皇の徳を示すべく大赦と租税免除を決定したが、その当日に美濃付近を震源とする大地震が起こって、紫香楽でも大きく揺れた。5月に入っても余震が続いたが、当時天災も天皇の不徳・悪政にたいする天の咎めの表れと考えられていたので、紫香楽の新京建設が悪政であるという見方が一挙に強まった。動揺した聖武は5月2日に太政官の官人に「どこを都とすべきか」と問うたところ全員が「平城を都とすべし」と答えた。5月4日に平城京の四大寺の僧に同じ調査を行ったところ「平城京を都とすべし」という意思が示された。5月5日聖武は甲賀宮を離れ、恭仁宮を経由して11日には平城京のかつての内裏に戻り、官人たちも旧庁舎に帰った。

### 彷徨五年の後
聖武が渇望していた大仏造立は、天平17年（745年）8月から平城京の東にあった金光明寺（後の東大寺）で再開され、天平勝宝4年(752年)4月9日に完成した大仏の開眼供養会が執り行われた。廃都となった恭仁宮の大極殿は天平18年（746年）9月に山背国分寺に施入されて、その跡地が現在山城国分寺金堂跡として保存されている。甲賀寺は大仏造立が放棄された後も整備が続けられ、近江国の国分寺となった。難波宮はその後も副都としても残り、天平17年8月には聖武の行幸があって約1か月滞在した。

## 平城京を脱出した理由
聖武天皇が平城京を捨てて新しい都に遷都した理由について、研究者の見解はおおむね一致している。即ち、「疫病の流行による社会不安と藤原広嗣の乱に象徴される政界の混乱を一気に収束させること」が目的、「天平4年から続く旱魃・飢餓・地震・天然痘に汚染された平城京」からの計画的な脱出、「天然痘流行をはじめとする国難に対処し国土の復興を目指すために平城京を捨て」恭仁宮へ遷都する、疾病が大流行する平城京を捨て清らかな自然に満ちた恭仁の地に移るなど。
なお、東国行幸開始のタイミングについて、広嗣の乱にショックを受けた聖武が突如出発した可能性が議論されていたが、2010年代には、行幸は乱の勃発前から予定されており乱が終決する見込みが立ったので出発したと考えられるようになった。更に藤原広嗣が大宰少弐に任じられる前に大養徳守（大和守）であったことに着目し、下地真備や玄昉らの提言によって聖武天皇が平城京に代わる新都造営を計画してその準備のために東国行幸が計画され、これに平城京のある地元・大養徳の国守である広嗣が遷都につながるものとしてこれに反対したために大宰府に異動となり、異動後も計画が進むことに危機感を覚えたことを一因として広嗣が挙兵したという、遷都の阻止が広嗣の乱の動機であったとする説も出されている。